# Anton Tinnerholm
Anton Tinnerholm, född 26 februari 1991, är en svensk före detta fotbollsspelare (försvarare) som sist spelade för Malmö FF.
Den 2 maj 2025 meddelade Tinnerholm att han avslutar sin karriär

## Klubblagskarriär

### Ungdomskarriär
Tinnerholm växte upp i Brokind och började spela fotboll i Brokinds IF som sexåring. När han skulle börja sjunde klass i skolan så fick han gå i Linköping och då blev det samtidigt ett klubbyte till IK Östria Lambohov. Han kom senare in på fotbollsgymnasiet i Åtvidaberg, där han hade Kristian "Pligg" Bergström och Henrik "Fimpen" Gustavsson som tränare – vilka han senare kom att spela i A-laget med. Som 16-åring gick han över till Åtvidabergs FF.

### Åtvidabergs FF
Tinnerholm debuterade för Åtvidabergs FF i Superettan 2009. Han blev även under 2009 utsedd av Östergötlands Fotbollförbund till årets juniorspelare. I juli 2013 skrev Tinnerholm kontrakt med Åtvidabergs FF till och med säsongen 2014.

### Malmö FF
Den 11 juli 2014 presenterades Tinnerholm som ny spelare i Malmö FF och han blev spelklar när transferfönstret öppnade den 15 juli samma år. Han spelade över de närmaste 3,5 åren i Malmö FF sammanlagt 98 allsvenska matcher, 15 svenska cupmatcher och 24 matcher i europeiska turneringar, inklusive två gruppspel i Champions League. Han vann också tre SM-guld. Säsongen 2017 vann han utmärkelsen för årets försvarare vid Allsvenskans stora pris. Den 3 november 2017 meddelades att Tinnerholm avsåg att lämna klubben då hans kontrakt löpte ut vid årsskiftet.

### New York City FC
Den 13 december 2017 meddelade MLS-klubben New York City att man hade värvat Tinnerholm på en fri transfer. Han debuterade för klubben den 5 mars 2018 i en bortaseger med 2-0 över Sporting Kansas City i säsongspremiären. I matchen därpå gjorde han sitt första mål, ett skott in via ribban i den 22:a minuten, då Los Angeles Galaxy besegrades med 2-1 i New York Citys hemmapremiär. Tinnerholm spelade nästan alla New York Citys seriematcher under säsongen 2018 och nominerades i oktober samma år till årets försvarare på MLS Awards.
Den 11 december 2021 blev han MLS Cup-mästare med New York City. Eftersom han råkade ut för en skada i ena hälsenan i oktober samma år kunde han inte vara med och spela, och följde istället finalen från läktaren.

### Återkomst i Malmö FF
Inför säsongen 2023 meddelade Malmö FF att Tinnerholm var klar för en återkomst i klubben, där han skrev på ett fyraårskontrakt.

## Landslagskarriär
Tinnerholm debuterade för det svenska landslaget under januariturnén 2015, då han den 15 januari blev inbytt i en träningsmatch mot Elfenbenskusten i Abu Dhabi. Han fick för första gången spela i en tävlingslandskamp den 12 oktober 2015, då han blev inbytt i Sveriges seger med 2-0 över Moldavien i kvalet till EM i Frankrike 2016.

## Meriter
Åtvidabergs FF
- Vinnare av Superettan: 2011

 Malmö FF
- Svensk mästare: 2014, 2016, 2017, 2023, 2024
- Svensk supercupvinnare: 2014

 New York City
- MLS Cup: 2021

Individuellt
- Allsvenskans stora pris: Årets försvarare 2017